# Francisc Reiter
Francisc Reiter (n. 18 aprilie 1954, Arad, județul Arad) este un muzician (violonist), compozitor, orchestrator și producător muzical din România, de cetățenie română și naționalitate germană, stabilit în București.
De origine germană, ambii părinți (Maria Terezia Reinholtz și Valentin Reiter) fiind germani, considerat un talent muzical precoce, Francisc Reiter a studiat la Liceul de Muzică din Timișoara, ulterior la Arad. Urmează apoi Facultatea de Muzică din Timișoara, secția Pedagogie muzicală, cântând încă din timpul facultății în orchestra și corul instituției. Din 2009 până în 2022 a fost căsătorit cu interpreta Ioana Sandu, alături de care a publicat numeroase albume muzicale originale.   

## Activitate artistică
Din 1980, Francisc Reiter a colaborat ca violonist la înregistrările Orchestrei de Estradă a Radioteleviziunii Române, dirijor Sile Dinicu. A cântat (imprimări, spectacole televizate) alături de galeria de aur a instrumentiștilor din România, printre care Dan Mândrilă (saxofon), Sandu Avramovici (chitară), Marian Toroimac (percuție), Nelu Marinescu (trompetă), Nicu Dumitrescu (trombon), Aurel Romcescu (vioară), Eugen Tegu și Dan Dimitriu (bas), Ionel Tudor (pian) și mulți alții. A acompaniat în această orchestră interpreți de legendă precum Aurelian Andreescu, Gică Petrescu, Cornel Constantiniu, Angela Similea, Mirabela Dauer ș.a. Din 1983, timp de doi ani, a fost instrumentist bas la Teatrul Evreiesc de Stat. După 1985, a devenit instrumentist liber profesionist în țară și în străinătate, efectuând turnee în Israel, Iugoslavia, Ungaria și Germania.
Din 2008, când viața sa a luat o întorsătură aparte din motive de sănătate, s-a îndreptat către compoziție și producție muzicală, realizând peste 200 de compoziții pe versurile textierilor Carmen Aldea Vlad, Viorela Filip, Dan Gîju, Lidia Moldoveanu, Mariana Dumitru, Sorin Danciu, Camelia Florescu, Ioana Sandu, Gabriela Drăghici și Rodica Elena Lupu. Tot din 2008, este membru al Uniunii Compozitorilor și Muzicologilor, Asociația pentru Drepturi de Autor (UCMR-ADA).
A colaborat cu personalități de profil precum Constantin Drăghici, Alexandru Jula, Polina Manoilă, Paul Stîngă, Ionel Bratu Voicescu, Ioana Sandu, Titus Andrei, Octavian Ursulescu, Andrei Partoș, Mariana Dumitru, Viorela Filip, Marcel Iancu, Irinuka (Dana-Irina Stănculea), Catalin Magdalinis.
În 2017, a obținut Premiul Presei la ediția jubiliară a Festivalului Național „Crizantema de Aur” pentru compoziția „Vioara și inima mea”, pe versurile Marianei Dumitru, interpretă Ioana Sandu.

## Discografie
- „Despărțirile”, Ioana Sandu (Electrecord, 2010)
- „Nu știi cât mă iubești...”, Ioana Sandu (Eurostar, 2011)
- „Ca prima oară...”, Maria Chislean (2011)
- „Cât mai e vreme...”, Ioana Sandu (Eurostar, 2011)
- „Colinde”, Elena Roizen (Eurostar, 2011)
- „Un ocean de iubire”, Alexandru Jula (Spiros Galați, 2012)
- „Coșmarul conjugal/Visez fericirea”, Ioana Sandu (Spiros Galați, 2012)
- „Șlagăre internaționale”, Ioana Sandu (Eurostar, 2013)
- „Să nu fii singur de Crăciun”, Ioana Sandu (Eurostar, 2013)
- „La jumătatea vieții”, Ioana Sandu (alături de Constantin Drăghici, Eurostar, 2014)
- „Tu ești visul”, Ioana Sandu și Alexandru Jula (Eurostar, 2014)
- „Ultimul romantic”, Alexandru Jula (Eurostar, 2016)
- „Întoarce, Doamne, anii mei”, Ioana Sandu și Alexandru Jula (Eurostar, 2016)
- „Iubire dulce nu pleca”, Ioana Sandu (Eurostar, 2017)
- „Tu și eu/Tu y yo”, Ioana Sandu (Eurostar, 2017)
- "Cum se alintă o femeie", Ioana Sandu (Eurostar, 2018)
- Din Țara Doinelor”, Irinuka (Favorit Audio Production, 2018)[1]
- "E povestea mea/Istoria mou", Ioana Sandu (Eurostar, 2021)

## Compoziții (selecție)
- „Vioara și inima mea” (Ioana Sandu)[2]
- „Întoarce, Doamne, anii mei” (Ioana Sandu)
- „Ultimul romantic” (Alexandru Jula)[3]
- „Iubire târzie de toamnă” (Alexandru Jula)
- „Dragostea nu ia vacanță” (Viorela Filip)
- „În prag de Crăciun” (Polina Manoilă și Ioana Sandu)
- „Să nu fii singur de Crăciun” (Ioana Sandu)
- „M-ai înșelat” (Alexandru Jula și Ioana Sandu)
- „Te voi iubi” (Ioana Sandu)
- „Și îngerii ne ceartă” (Camelia Florescu)
- „Îmi tresaltă inima” (Ioana Sandu)
- „Magnolie în loc de bun rămas” (Camelia Florescu)
- „Nu are vârstă dragostea” (Ioana Sandu)
- „Singur pe cărări pustii” (Polina Manoilă)
- „Iubire, tu” (Ioana Sandu)
- „Să mă iubești” (Alexandru Jula)
- „Nu știi cât mă iubești” (Ioana Sandu)
- „Doar un pas” (Ioana Sandu)
- „Tu, toamnă” (Mariana Dumitru)
- „Iubire dulce, nu pleca” (Ioana Sandu)
- „Să mă ierți” (Ioana Sandu)
- „Speranța” (Ioana Sandu)
- "Unde-ai fost" (Catalin Magdalinis)
- "Ajun de Craciun" (Catalin Magdalinis)
- "M-am regasit" (Catalin Magdalinis)
- "Iubesc sinceritatea" (Catalin Magdalinis)